# 혼조촌 (교토부 후나이군)
혼조촌(일본어: 本荘村)은 일본 교토부 후나이군에 있던 촌이다. 현재의 난탄시에 해당한다.

## 역사
- 1889년 4월 1일 - 정촌제 시행에 의해 5촌의 구역을 가지고 성립하였다.
- 1894년 10월 10일 - 도미노쇼촌과 합병해 도미모토촌이 성립, 동일 혼조촌은 폐지되었다.

## 참고문헌
- 角川日本地名大辞典 26 京都府